# Famille Gravier de Vergennes
Pour les articles homonymes, voir Vergennes.
La famille Gravier de Vergennes, anciennement Gravier, est une famille éteinte de la noblesse française originaire de Paray-le-Monial en Bourgogne. Elle a été anoblie en 1681 par une charge de trésorier général de France à Dijon pour la branche Gravier de Vergennes et en 1693 par une charge de secrétaire du roi près le parlement de Besançon pour la branche Gravier de la Gelière.
Cette famille a donné des diplomates, des officiers généraux et fut notamment illustrée par Charles Gravier, comte de Vergennes (1719-1787), ministre des Affaires étrangères de Louis XVI de 1774 à sa mort.
La famille Gravier de Vergennes est reçue quatre fois aux Honneurs de la Cour en 1774, 1778, 1781, 1786.
Elle est éteinte mais son nom a été relevé par la famille Jourda de Vaux de Foletier.

## Histoire
La famille Gravier est originaire de  Paray-le-Monial en Bourgogne. Sa filiation suivie remonterait à 1510 avec Pierre Gravier et de façon certaine à la fin du XVIe siècle avec Jean Gravier, seigneur de Chevagny († 1627), riche marchand de Paray-le-Monial de religion protestante.
De son mariage avec Claudine Boiteaux, Jean Gravier eut entre autres deux fils : Jean Gravier, seigneur de Chevagny († 1652), de religion protestante, avocat au parlement de Dijon, marié à Madeleine Thomas, auteur de la branche Gravier de Vergennes et Barthélémy Gravier († 1631), pasteur protestant à Paray-le-Monial, marié à Judith Guyot, auteur de la branche Gravier de la Gelière.

### Branche Gravier de Vergennes
La branche Gravier de Vergennes a été anoblie par une charge de trésorier général de France à Dijon en 1681  en la personne de Char!es Gravier (1654-1733), seigneur du Bois et de Vergennes, marié à Anne Garnier et père de Charles Gravier (1693-1745), seigneur de Vergennes, conseiller-maître en la Chambre des Comptes de Dijon en 1710, marié à Anne-Marie Françoise Chevignard de Charodon dont deux fils :
- Jean Gravier de Vergennes (1718-1794), baron de Tenarre, marquis de Vergennes (1778) (par érection de la terre d'Ormes près de Louhans en marquisat)[5], président de la Chambre des Comptes de Bourgogne, ambassadeur  en Suisse, au Portugal et à Venise. Marié à Jeanne Chevignard de Chavigny, fille de Théodore Chevignard de Chavigny, comte de Toulongeon, ambassadeur en Suisse, dont postérité[5],[4]. Il est guillotiné à Paris le 24 juillet 1794 en même temps que son fils Charles et inhumé au cimetière de Picpus[1].
- Charles Gravier de Vergennes (1719-1787), comte de Vergennes (1765), grand trésorier des Ordres du roi, ambassadeur, ministre des Affaires étrangères de Louis XVI[4].

Cette branche est éteinte mais son nom a été relevé en 1957 par un membre de la famille Jourda de Vaux de Foletier, qui est une famille de la noblesse française subsistante, et qui l'a substitué au sien en 1965. En 1995, Geneviève Tassin de Montaigu a publié une somme généalogique  considérable sur la famille Gravier de Vergennes :  '' Une famille de robe, les Gravier de Vergennes : leurs alliances et descendances en Bourgogne et Bourbonnais '' (chez l'auteur, 692 pages ; préface de Joseph Valynseele).

### Branche Gravier de la Gelière
La branche Gravier de la Gelière fut fondée par Samuel Gravier, seigneur des Bessons et de La Trèche, anobli par une charge de secrétaire du roi près le parlement de Besançon en 1693 et mort en charge en 1702. Marié à Magdeleine Heudelot, il eut pour fils Samuel Gravier (1715 à Paray-Le-Monial), seigneur de la Trèche, marié Jeanne Pillot.
En 1767, Claude-Magdelon Gravier du Tiret, écuyer, chevalier de Saint-Louis, fils de Samuel Gravier et de Jeanne Pillot, reprend en fief la terre et seigneurie de la Gelière, en la paroisse de Viriat dans l'Ain.
En 1788, Jean-Séverin Gravier de la Gelière, écuyer, capitaine de dragons au régiment de Durfort, fils aîné et héritier universel  de feu Claude-Magdelon Gravier, écuyer, chevalier de Saint-Louis, ancien capitaine au régiment de Piémont-infanterie, pensionnaire du roi, seigneur de la Gelière et du Tiret, remet en fief la seigneurie de la Gelière. Marié à Anne Luce Gabrielle de Ganay. En 1789, il prend part à l'assemblée de la noblesse aux États de Bourgogne
, il est maire de Beaune de 1799 à 1803.
Cette branche s'est éteinte en ligne masculine avec son fils le baron Armand François de Gravier, secrétaire d'ambassade à Vienne sous la Restauration, mort au château de Pernand, près de Beaune le 31 juin 1873. De son mariage avec Sophie Delahante, il eut une fille Marguerite-Sophie de Gravier, mariée à Jacques Maurice de Blic.

## Personnalités
- Jean Gravier de Vergennes (1718-1794), marquis de Vergennes, diplomate, ambassadeur du roi en Suisse, au Portugal et à Venise, guillotiné à Paris le 24 juillet 1794 en même temps que son fils Charles et inhumé au cimetière de Picpus[1].
- Charles Gravier, comte de Vergennes (1719-1787) (frère cadet du précédent), diplomate, ministre des Affaires étrangères et le principal ministre du roi Louis XVI de 1781 à 1787
- Charles Gravier de Vergennes (1751-1794), neveu du précédent, intendant, directeur des vingtièmes, guillotiné le 24 juillet 1794 à Paris en même temps que son père le marquis de Vergennes, inhumé au cimetière de Picpus[1].
- Jean Charles Gravier de Vergennes (1756-1827 ), maréchal de camp.
- Constantin Gravier de Vergennes (1761-1832), général et diplomate.
- Louis Charles Joseph Gravier de Vergennes (1765-1821), maréchal de camp.
- Claire Élisabeth de Vergennes (1780-1821), comtesse de Rémusat, femme de lettres.
- Alexandre Gravier de Vergennes (1784-1859), officier, maître de forges, maire de Raveau (1837-1852).
- Hubert Gravier de Vergennes (1841-1916), général de brigade.
- Jean-Séverin Gravier de La Gellière (1755-1810), maire de Beaune (1800-1803).
- Armand François de Gravier (1802-1873), fils du précédent, diplomate, il possède le château de Pernand.
- Marguerite de Gravier (1833-1921), épouse de Blic, fille du précédent, initiatrice des pèlerinages nationaux de Lourdes et cofondatrice de la Congrégation des Petites Sœurs Dominicaines garde-malades des pauvres.

## Armes
Les armes de la famille se blasonnent ainsi De gueules à 3 oiseaux essorants d'argent posés 2 et 1, ceux en chef affrontés.

## Titres
- Comte de Vergennes (1765)[4]
- Marquis de Vergennes (1778)[5]
- Baron de l'Empire (1814)[4].

## Portraits

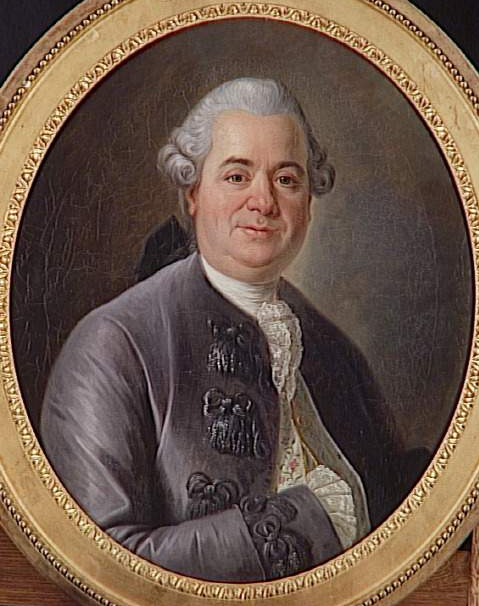
Jean Gravier, marquis de Vergennes (1718-1794)
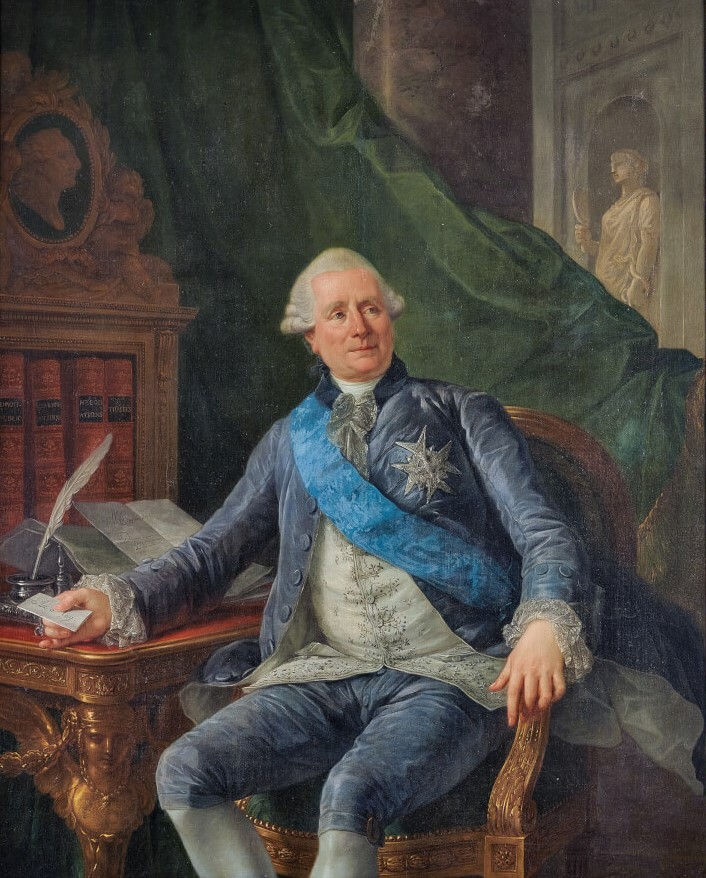
Charles Gravier, comte de Vergennes (1719-1787)
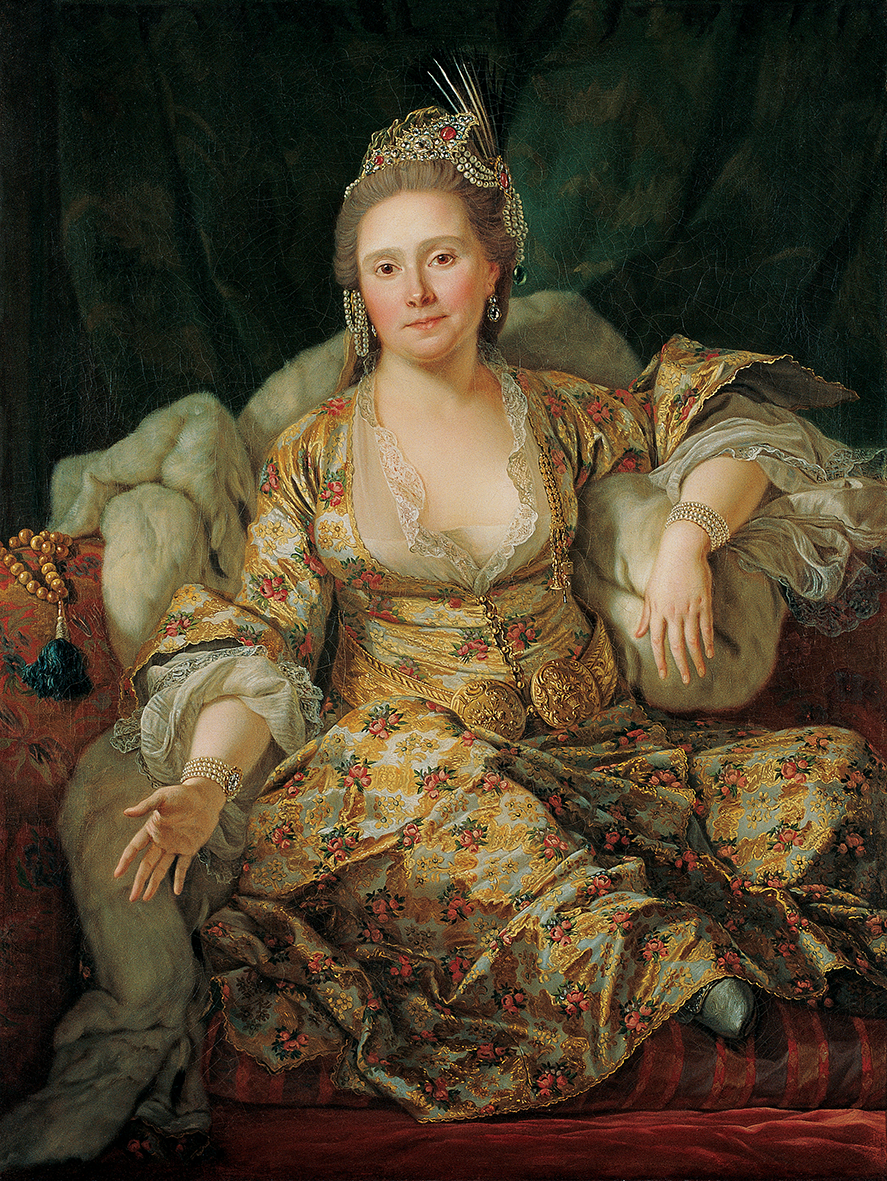
Annette Duvivier (1730-1798), comtesse de Vergennes
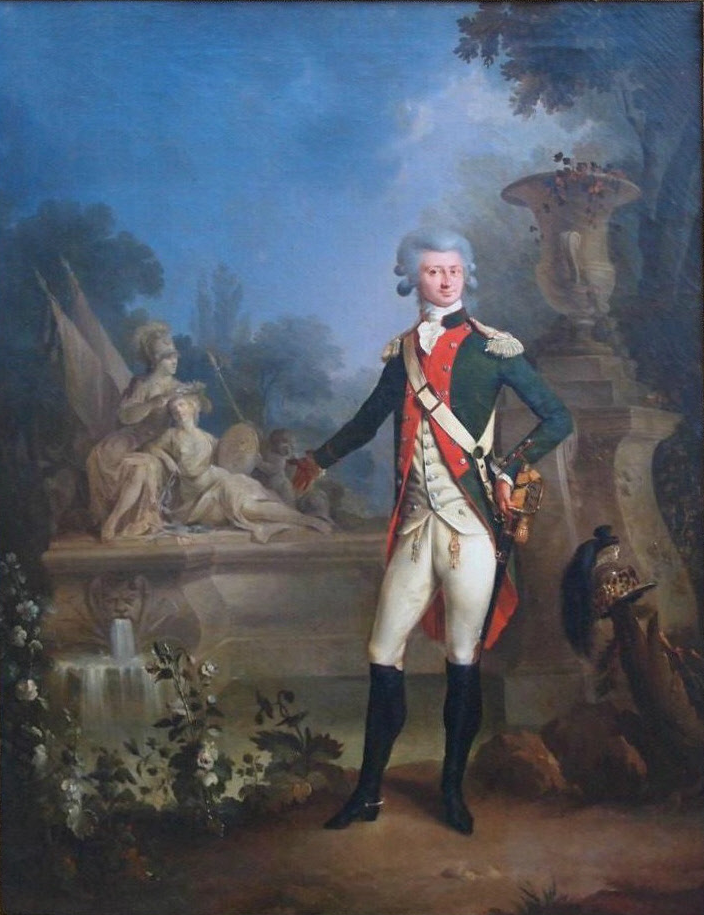
Constantin Gravier de Vergennes (1761-1832)
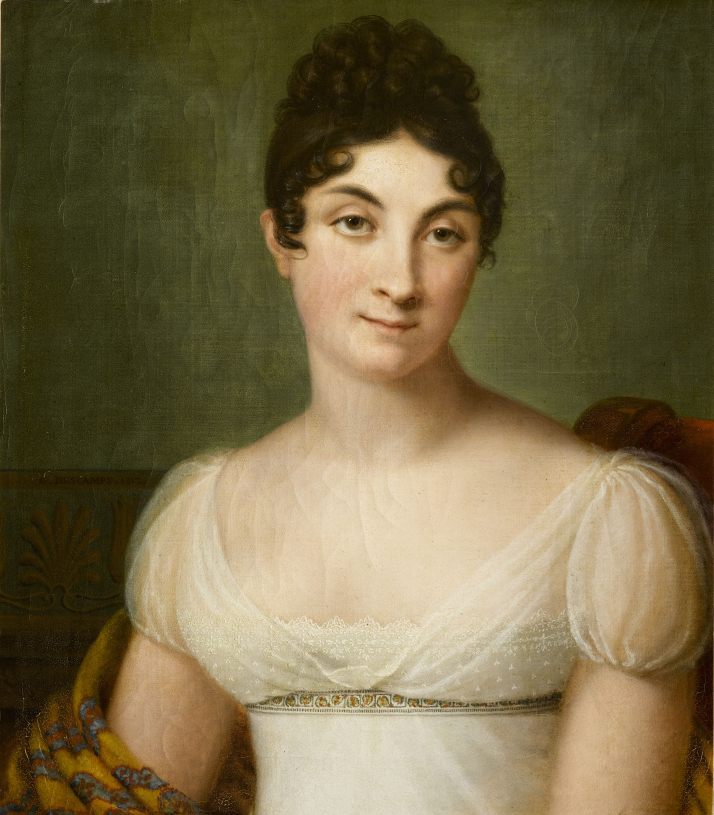
Claire Élisabeth Gravier de Vergennes (1780-1821), comtesse de Rémusat
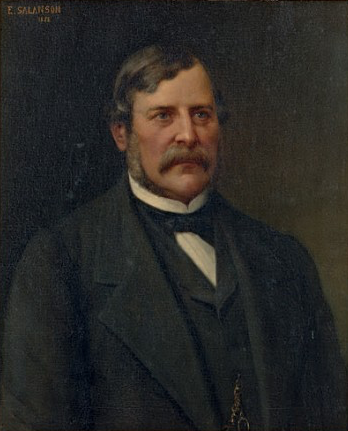
Baron Armand François de Gravier (1802-1873)
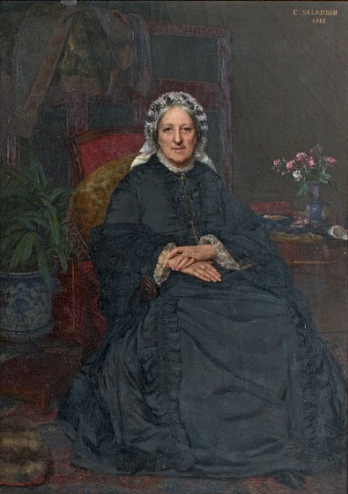
Sophie Delahante (1812-1898), baronne de Gravier
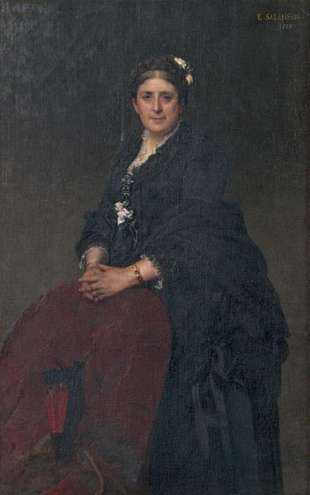
Marguerite de Gravier (1833-1921), épouse de Maurice de Blic

## Alliances
Les principales alliances de la famille Gravier de Vergennes sont : Boiteaux, Thomas, Guyot, Garnier, Chevignard de Charodon, de Lombardon, Cachet de Montézan, Chevignard de Chavigny, Heudelot, Pillot, de Rémusat, de Ganay, de Lentilhac de Sédières, de Reculot de Poligny, Champion de Nansouty, Desbiez de Saint-Juan, Delahante, de Blic, de Douhet d'Auzers, Girard des Bergeries, Delahante, Jacquelot de Chantemerle, de Bastard-La Fitte, de Barbançois-Sarzay, Quatresoux de La Motte, Dutour de Salvert Bellenave, de Diesbach de Belleroche, Gondallier de Tugny, Thomasset, de Gramont d'Aster, Roussel de Courcy, d'Ariste, d'Anthenaise, Jourda de Vaux de Foletier (famille qui a relevé le nom des Vergennes), Guéau de Reverseaux de Rouvray, Jame, Harty de Pierrebourg, de Reculot.